# Manege (Zirkus)

Manege des Großen Moskauer Staatszirkus.

Eine Manege (franz. manège: „Reitschule“) ist heute gewöhnlich der Ort einer Zirkus-Vorführung. Die Manege ist rund oder elliptisch. Im Unterschied zu einer Guckkastenbühne mit Zuschauerraum sitzen die Zuschauer in einer Art Amphitheater auf dem Gradin um die Manege herum. Für den Zugang der Artisten und Tiere gibt es die sogenannte Türe vor dem Sattelgang, über der meistens Platz für ein Zirkusorchester ist. In den frühen Zirkusgebäuden des 18. und 19. Jahrhunderts wurde das unbestuhlte Parkett als Manege genutzt, und die Bühne stand für bemalte Kulissen zur Verfügung.
Die Manegengröße hat mit der Art der Attraktionen zu tun. Wenn Pferdenummern gezeigt werden, die ursprünglich den Hauptteil der Zirkusattraktionen ausmachten, sollte sich die Manege als Longierzirkel eignen und ihr Durchmesser daher nicht kleiner als etwa 12 m sein. Knapp 13 m (= 14 Yards oder 42 Fuß) gilt seit Philip Astley international als die „richtige“ Größe. Es gibt aber auch Zirkusse mit einem Manegendurchmesser von 9 m und weniger.
Die Manege ist im Regelfall von einem ca. 50 cm hohen Manegenkasten (auch „Piste“ genannt) umgeben, in dem sich zum Beispiel der Maschendraht eines Raubtierkäfigs befindet. Der Manegenboden wurde seit dem Ende des 19. Jahrhunderts, als sich die Wanderzirkusse mit Chapiteau durchsetzten, mit Sand und nach Bedarf mit Manegenteppichen bedeckt. Seit Anfang des 20. Jahrhunderts werden Sägespäne in der Manege ausgestreut, deren Geruch sich heute kaum mehr vom Zirkuserlebnis trennen lässt.